# Sistemul bancar
Sistemul bancar este ansamblul instituțiilor, relațiilor financiar-bancare, normelor, infrastructurilor, tehnicilor ce interacționează în mod complex, cu scopul de a mobiliza sub formă de depozite și de a distribui, sub formă de credite, fonduri financiare, precum și de a oferi facilități, inclusiv sisteme de plăți, pentru diverși agenți economici, financiari sau nefinanciari, inclusiv persoane fizice. 
Sistemul bancar este o componentă a sistemului financiar al unei țări. 

## Structura sistemului bancar
În țările cu economii de piață dezvoltate, au apărut sisteme bancare pe două niveluri. Nivelul superior al sistemului este reprezentat de banca centrală (emitentă). La nivelul inferior, există bănci comerciale care sunt împărțite în bănci universale și specializate (bănci de investiții, bănci de economii, bănci de credit ipotecar, bănci de credit de consum, bănci din industrie, bănci intra-producție). 
Sistemul bancar nu include instituțiile financiare nebancare (societăți de investiții, fonduri de investiții, societăți de asigurări, fonduri de pensii, case de amanet, companii de încredere). Aceste instituții fac parte dintr-o categorie mai generală - instituții financiare.

## Tipuri de sisteme bancare
Practica internațională cunoaște mai multe tipuri de sisteme bancare:
- centralizarea sistemului bancar de distribuție;
- sistem bancar de piață;
- sistemul bancar în tranziție.

Sistemul bancar distribuit (centralizat): statul este singurul proprietar, monopolul statului asupra formării băncilor, sistemul bancar unic, politica bancară unică, statul este responsabil pentru obligațiile băncilor, băncile sunt subordonate guvernului și depind de activitățile sale operaționale, operațiunile de creditare și emitere sunt concentrate într-o singură bancă; șeful instiuției financiare este desemnat de autoritățile centrale sau locale din cadrul organelor de conducere superioare. Activitățile bancare sunt reglementate de acte normative.
Spre deosebire de sistemul de distribuție (planificare și administrare), sistemul bancar al unui tip de piață se caracterizează prin absența unui monopol de stat în sectorul bancar. Pentru sistemul bancar în condițiile pieței se caracterizează prin concurența bancară. Funcțiile de emisiune și de credit sunt împărțite între ele. Problema banilor este concentrată în banca centrală, diverse bănci de afaceri - comerciale, de investiții, inovatoare, ipotecare, economii etc. - oferă împrumuturi întreprinderilor și publicului, băncile comerciale nu sunt răspunzătoare pentru obligațiile statului, așa cum statul nu este răspunzător pentru obligațiile băncilor comerciale.